# La ragazza con la pistola
La ragazza con la pistola is een Italiaanse film van Mario Monicelli die werd uitgebracht in 1968.

## Verhaal
Assunta, een jonge Siciliaanse vrouw, wordt ontvoerd door de knappe Vincenzo Macaluso die de nacht met haar doorbrengt, niet geheel tegen haar zin. De volgende morgen stelt Assunta vast dat Vincenzo er niet meer is en ze komt te weten dat hij naar Engeland is gevlucht. Ze voelt zich onteerd en eist dat hij met haar trouwt. 
Ze reist hem achterna, gewapend met een pistool. Ze is van plan hem uit eerwraak te vermoorden indien hij niet instemt met een huwelijk. Ze komt terecht in een totaal andere wereld waar haar opgewonden manier van doen en spreken aanvankelijk fel contrasteert met het Britse flegma.

## Rolverdeling
| Acteur         | Personage                 |
| -------------- | ------------------------- |
| Monica Vitti   | Assunta Patané            |
| Carlo Giuffré  | Vincenzo Macaluso         |
| Anthony Booth  | de behulpzame rugbyspeler |
| Corin Redgrave | Frank Hogan               |
| Stanley Baker  | dokter Tom Osborne        |